# او (فیلم ۱۹۷۴)
او (انگلیسی: Him) یک فیلم پورنو آمریکایی برای مخاطبان همجنسگرای مرد است که در سال ۱۹۷۴ منتشر شد. این فیلم به کارگردانی «اد دی. لویی» می‌باشد (که به نظر میرشد نام مستعار اوست). در این فیلم «گوستاو وون ویل» نقش عیسی را بازی می‌کند.